# 후지모토 지카라
후지모토 지카라(일본어: 藤本 主税, 1977년 10월 31일 ~ )는 일본의 전 축구 선수이다.

## 구단 경력
1996년 J1리그의 아비스파 후쿠오카에 입단했다. 1999년 산프레체 히로시마로 이적했다. 1999년에 천황배 준우승. 2002년까지 111경기에 출전하여, 20득점을 넣었다. 2003년부터 2004년까지 나고야 그램퍼스 에이트와 비셀 고베에서 뛰었다. 2005년 오미야 아르디자로 이적했다. 2011년까지 190경기에 출전하여, 15득점을 넣었다. 2012년부터 2014년까지 J2리그의 로아소 구마모토에서 뛰었다. 2014년후 현역 은퇴.

## 국가대표팀 경력
그는 2001년 기린컵에 참가할 일본 국가대표팀에 발탁되었으며, 7월 1일 파라과이와의 경기에서 데뷔했다. 그는 국제 A매치 통산 2경기에 출전했다.

## 통계
| 일본 | 일본 | 일본 |
| 연도 | 출전 | 득점 |
| ---- | ---- | ---- |
| 2001 | 2    | 0    |
| 통산 | 2    | 0    |